# Norman Cohn
Norman Rufus Colin Cohn (Londra, 12 gennaio 1915 – Cambridge, 31 luglio 2007) è stato un antropologo, storico e sociologo britannico, attivo nella ricerca antropologica con particolare riguardo ai fenomeni di fanatismo religioso nell'Europa medievale e delle sue risorgenze in quella contemporanea; gran parte della sua attività di studio ebbe a oggetto i lati oscuri dei processi di civilizzazione alla base di intolleranza e razzismo.

## Biografia
Nato a Londra da famiglia mista ebraico-cattolica, Norman Cohn compì gli studi superiori alla Gresham's School e dal 1933 al 1939 fu universitario al Christ Church, uno degli istituti di Oxford, specializzandosi in lingue moderne nel 1936.
Militare dal 1939, servì nell'esercito britannico durante tutto il periodo della guerra, dapprima nel Queen's Regiment, poi nel servizio segreto, in cui fu reclutato per la sua conoscenza delle moderne tecniche di linguaggio.
Nel 1941 Cohn si sposò con Vera Broido ed ebbe un figlio, Nik.
Subito dopo la fine della guerra fu inviato a Vienna per interrogare i prigionieri nazisti, ma nell'occasione entrò in contatto anche con profughi sovietici sfuggiti alle persecuzioni staliniane: le somiglianze, emerse dai racconti dei rifugiati, dei metodi persecutori dei due regimi spinse Cohn a studiare il background storico dei due movimenti, apparentemente opposti ma funzionalmente simili.
Dopo il congedo, quindi, intraprese la libera docenza e insegnò nel Regno Unito (Scozia, Inghilterra), in Irlanda, negli Stati Uniti e in Canada.
Dal 1960 al 1963 fu docente di lingua francese all'Università di Durham e dal 1966 al 1980 fu all'Università del Sussex, nella quale, dal 1973, prese la cattedra di Storia e divenne direttore di un gruppo di ricerca che si occupava dello studio delle precondizioni all'origine di persecuzioni e genocidi.
Tra il 1975 e il 1976, inoltre, collaborò con il NIAS (Netherlands Institute for Advanced Study in the Humanities and Social Science - Istituto Olandese per gli Studi Superiori in Scienze Umane e Sociali) a un progetto di ricerca sociologica dal nome Past Futures: A History of Expectation in the Western World (Predizioni del passato. Storia delle aspettative nel mondo occidentale).
Nel 1978 fu nominato membro dell'Accademia Britannica.
Morì a Cambridge nel luglio 2007 a causa di gravi problemi cardiaci, secondo quanto suo figlio Nik dichiarò alla stampa.

## Attività
L'attività di ricerca storica di Cohn ha riguardato principalmente le radici di quel fanatismo persecutorio risorgente in Europa in un periodo in cui il progresso industriale e lo sviluppo della pratica democratica avevano diffuso la persuasione che la moderna civiltà si fosse liberata delle barbarie tipiche delle società primitive.
Nel suo The Pursuit of the Millennium (1957), opera tradotta in più di 10 lingue, Cohn ricondusse a un passato assai remoto le origini del risveglio premillenarista che infestò i movimenti rivoluzionari del XX secolo.
In tale opera furono messi in evidenza i parallelismi tra coloro che in era medievale attendevano la parusia (la seconda venuta di Cristo) e i rivoluzionari che attendevano il “momento salvifico” della nuova era che sarebbe giunta una volta preso il potere, e i meccanismi fanatico-persecutori degli uni e degli altri.
Il discorso fu ripreso in un'opera posteriore, Europe's Inner Demon (1975), nella quale Cohn mise in luce la tendenza, nei periodi di oscurantismo, confusione sociale e fondamentalismo ideologico, a individuare capri espiatorî nelle categorie minoritarie, spesso considerate perturbatrici dello sviluppo armonioso e pacifico della società e che, nell'Europa cristiana dell'epoca, spesso si tradusse in fenomeni di violento antisemitismo e di caccia alle streghe.
Proprio in relazione all'antisemitismo, il lavoro Warrant for Genocide (1967), sintesi di varie ricerche e lezioni e successivamente integrato nel 2000, è considerato l'opera chiave sui Protocolli dei Savi di Sion (il pamphlet antisemita falsamente attribuito agli Ebrei al fine di avvalorare la tesi di un complotto giudaico per la conquista del mondo): in tale studio, Cohn sostenne che tale teoria del complotto fu tra i principali fattori psicologici che favorirono l'ascesa del nazismo dapprima, e l'Olocausto poi.
Per l'importanza didattica e culturale di tale opera, essa è reputata una delle cento più influenti del XX secolo dal Times di Londra.
Nel corso della sua attività didattica Cohn ha preso parte a diverse campagne di destrutturazione dei miti e delle bufale storiche, ivi inclusa la stregoneria medievale (in aperta critica con le ricerche di Margaret Murray, la quale faceva risalire la pratica sabbatica a culti più remoti).
Contribuì, inoltre, alla fondazione del Centro Studi sui Genocidi presso l'Università canadese della Concordia (Montréal).

## Opere
- I fanatici dell'Apocalisse, Torino, Comunità-Einaudi, 2000  [1957], ISBN 88-245-0579-1.
- Licenza per un genocidio. I “Protocolli degli Anziani di Sion”. Storia di un falso, Torino, Einaudi, 1969  [1967].
- I demoni dentro. Le origini del sabba e la grande caccia alle streghe, Milano, Unicopli, 1994  [1975], ISBN 88-400-0331-2.
- (EN) Cosmos, Chaos, and the World to Come: The Ancient Roots of Apocalyptic Faith, 2ª ed., New Haven-London, Yale University Press, 2001  [1993], 0300055986.
- (EN) Noah's Flood: The Genesis Story in Western Thought, New Haven, Yale University Press, 1996, ISBN 0-300-06823-9.